# Diamicton

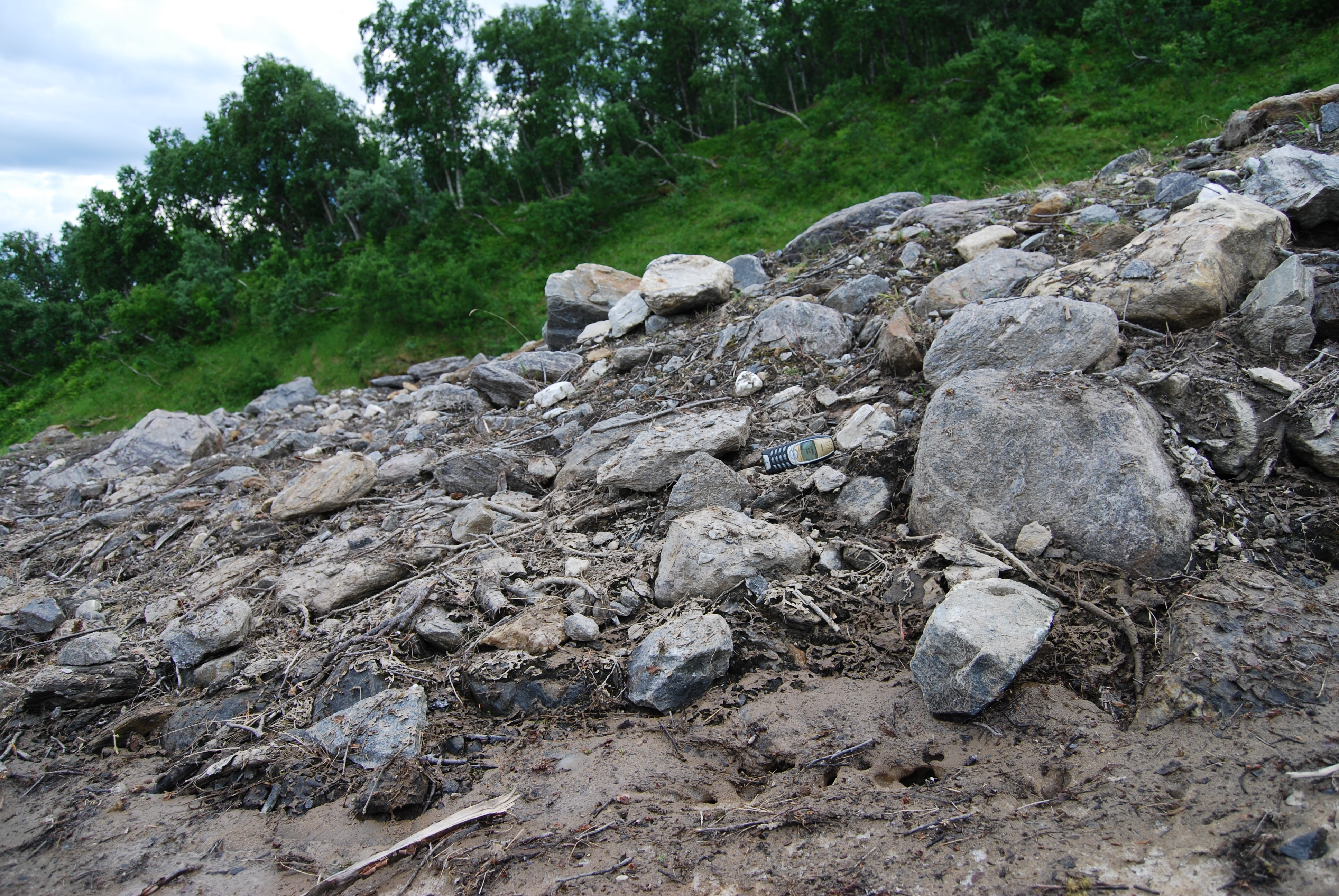
Diamicton en la Noruega.

«Diamicton» és un terme general que s'utilitza per descriure un sediment terrestre o marí no consolidat, no ordenat o mal ordenat, de vegades no calcari, que conté una àmplia gamma de grandàries de partícules derivades d'una àmplia procedència. Els diamictons poden tenir subfàcies classificades i estratificades, normalment contenen clastos "flotants" d'una àmplia procedència i poden tenir una matriu de gra fi. El terme «diamictita» s'utilitza per descriure un diamicton litificat. Malgrat que el terme, actualment, també comporta connotacions d'origen glacial, els diamictons poden dipositar-se en una àmplia varietat d'ambients geològics.
El terme, «diamictita», i, a partir d'ell, «diamicton», va ser proposat per primera vegada per Flint et al. (1960) per substituir el terme symmicita. (Diamicton prové del grec, diamognymi -barrejar-se a fons-).